# Tasiilaq
Tasiilaq, Ammassalik – miasto na południowo-wschodnim wybrzeżu Grenlandii, na południu wyspy Ammassalik, w gminie Sermersooq. Zostało założone w 1894 roku jako duńska osada handlowa i misyjna. W marcu 2014 roku liczyło 2062 mieszkańców. Znajduje się tu lotnisko dla helikopterów oraz stacja meteorologiczna i radiowa. Tasiilaq jest jednym z najczęściej odwiedzanych przez turystów miejsc na Grenlandii oraz ośrodkiem handlowym dla okolicznych regionów łowieckich (foki, małe wieloryby i niedźwiedzie polarne).

## Współpraca
- Kópavogur, Islandia